# Сольд, Генриетта
Генриетта Сольд (англ. Henrietta Szold; 21 декабря 1860, Балтимор — 13 февраля 1945, Иерусалим) — еврейская общественная деятельница, сионистская активистка. Член директората Всемирной сионистской организации и Ваад Леуми, основательница отдела молодёжной алии и Института Сольд по исследованию и координации молодёжной деятельности в Земле Израильской.

## Биография
Генриетта Сольд родилась в 1860 году в Балтиморе в семье выходца из Венгрии раввина Биньямина Сольда. Её отец был активистом движения «Ховевей Цион» и привил дочери любовь к Земле Израильской. Генриетта училась в публичной школе в Балтиморе и в Нью-Йоркской теологической семинарии.
С 1878 по 1893 год Генриетта Сольд преподавала в балтиморской публичной школе. Когда в 80-е годы в США начал прибывать поток еврейских иммигрантов из стран Восточной Европы, она организовала для них вечерние курсы английского языка, где также объяснялись основы общественной жизни в США. Эти занятия привели её к идеям сионизма, и в 1895 году она впервые выступила с речью сионистского содержания перед Национальным советом еврейских женщин США, собрание которого проходило в Балтиморе.
С этого момента началась активная сионистская деятельность Генриетты Сольд. В 1897 году она вступила в только что созданную Балтиморскую сионистскую организацию. С этого же года вплоть до 1916 года она была секретарём Американского еврейского издательского общества и в этом качестве организовывала перевод с немецкого на английский литературы на еврейскую тематику, статей Ахад-ха-Ама, издание Американского еврейского альманаха, подготовку Еврейской энциклопедии на английском языке, а также публиковала собственные статьи.
Переехав после смерти отца в Нью-Йорк в 1902 году, Сольд продолжала издательскую деятельность. В 1907 году (по данным Энциклопедии первопроходцев и строителей ишува) она стала основательницей небольшой женской организации «Хадасса», целью которой было изучение вопросов иудаизма и сионизма; Краткая еврейская энциклопедия датирует основание этой организации 1912 годом. В 1909 году она посетила с матерью Палестину. На следующий год Генриетта Сольд была избрана секретарём Федерации американских сионистов. С 1912 года возглавляемая ей организация «Хадасса» развернула активную работу по пропаганде сионистских идей и помощи еврейскому поселенческому движению в Палестине, постепенно разросшись до размеров федерации, филиалы которой располагались на территории США и Канады. Одним из основных видов деятельности «Хадассы» было предоставление медицинских услуг еврейским поселенцам в Палестине; первая медицинская миссия «Хадассы» была развёрнута там в конце Первой мировой войны.
Когда в 1918 году произошло объединение сионистских групп в США в Американскую сионистскую организацию, Генриетта Сольд возглавила в ней отдел образования и пропаганды. В 1920 году она вновь отправилась в Палестину, уже как представитель Американской сионистской организации, и возглавила там медицинскую службу «Хадассы». После возвращения в США в 1923 году она оставалась председательницей «Хадассы» до 1926 года, после чего была избрана почётным президентом этой организации.
Новый приезд в Палестину состоялся в 1927 году. На этот раз Сольд выступала уже в роли одного из трёх членов директората Всемирной сионистской организации, куда была избрана раньше в этом же году. В 1930 году она была избрана членом Ваад Леуми — Национального совета еврейского ишува в Палестине. Её заботам был поручен департамент социальной помощи, и как его руководительница она занималась внедрением программ общественной гигиены и помощи малолетним правонарушителям, а также созданием профессиональных училищ. В 1933 году Сольд стала организатором отдела молодёжной алии, перед которым была поставлена задача обеспечения иммиграции в Палестину еврейской молодёжи из Германии, где к власти пришли нацисты. Благодаря её деятельности были спасены тысячи жизней германских евреев.
В 1934 году Сольд была удостоена чести заложить краеугольный камень больницы «Хадасса» на горе Скопус (после Войны за независимость Израиля эта больница продолжила свою работу на новом месте). В 1941 году она основала центр изучения и координации молодёжного движения в Палестине, в дальнейшем получивший её имя. В 1943 году в Иорданской долине был основан кибуц, также названный в её честь — Кфар-Сольд, а в 1944 году Бостонский университет присвоил Генриетте Сольд почётную докторскую степень.
В начале 1945 года, в возрасте 84 лет, Генриетта Сольд заболела и 13 февраля скончалась.

## Память о Генриетте Сольд

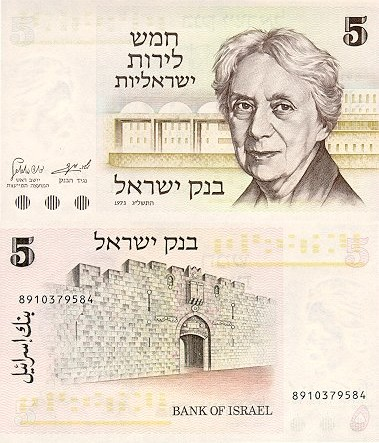
Купюра достоинством 5 лир выпуска 1973 года, аверс и реверс

Помимо кибуца Кфар-Сольд и Центра Сольд в честь Генриетты Сольд названы:
- улицы во многих городах Израиля
- школы
- молодёжный лагерь-интернат в Кирьят-Тивоне Рамат-Хадасса-Сольд (основан в 1949 году)[2]

С 1952 года в Израиле день смерти Генриетты Сольд отмечается как День матери (позже переименован в День семьи). Банком Израиля была выпущена в обращение банкнота достоинством в 5 лир с изображением Генриетты Сольд, находившаяся в обращении с 1973 по 1984 год. В декабре 1960 года Почтовое ведомство Израиля выпустило марку с её портретом стоимостью 0,25 шекеля.